# Municipio de McMillen Coy
El municipio de McMillen Coy (en inglés: McMillen Coy Township) es un municipio ubicado en el condado de McDonald en el estado estadounidense de Misuri. En el año 2010 tenía una población de 1206 habitantes y una densidad poblacional de 14,66 personas por km².

## Geografía
El municipio de McMillen Coy se encuentra ubicado en las coordenadas 36°38′36″N 94°32′51″O / 36.64333, -94.54750. Según la Oficina del Censo de los Estados Unidos, el municipio tiene una superficie total de 82.25 km², de la cual 82.21 km² corresponden a tierra firme y (0.04%) 0.03 km² es agua.

## Demografía
Según el censo de 2010, había 1206 personas residiendo en el municipio de McMillen Coy. La densidad de población era de 14,66 hab./km². De los 1206 habitantes, el municipio de McMillen Coy estaba compuesto por el 92.87% blancos, el 0.08% eran afroamericanos, el 3.65% eran amerindios, el 0.33% eran asiáticos, el 0.25% eran isleños del Pacífico, el 0.25% eran de otras razas y el 2.57% pertenecían a dos o más razas. Del total de la población el 0.91% eran hispanos o latinos de cualquier raza.